# Quique Camoiras
Enrique Pérez Camoiras, más conocido como Quique Camoiras (Madrid, 7 de diciembre de 1927 - Boadilla del Monte, 1 de marzo de 2012) fue un actor y empresario teatral español, muy popular en los géneros del humor, la comedia y la revista musical.

## Carrera
Durante la Guerra Civil ya trabajó como bailarín en Valencia. Durante 14 años alternó su trabajo interpretativo con sus funciones como administrativo en el Instituto Nacional de Previsión, antecesor del INSALUD. Tras la contienda se presentó en el madrileño Teatro Fontalba, ya desaparecido. Actuó como niño con el nombre de Quiqui P. Camoiras en la película Rojo y negro en 1942. Como primer actor y empresario ha realizado prolongadas temporadas en teatros de Madrid como el de La Latina o El Cómico.
Presente sobre los escenarios madrileños durante más de seis décadas, ha intervenido, entre otros montajes en La dama de Alejandría (1980), de Calderón de la Barca, Los marqueses de Matute, El hombre de rojo, Eva al desnudo, Don Armando Gresca, Ponte el bigote, Manolo, Qué solo me dejas, La dama de Alejandría, Blas, qué las das, El diluvio que viene... El año 2007 se despidió de los escenarios protagonizando la obra Y este hijo ¿de quién es?.
En televisión presentó el programa Humor cinco estrellas, de Telecinco, junto a Juanito Navarro.
Entre las películas que ha rodado se encuentran Rojo y negro (1942), Secuestro a la española (1972), ¡Tú estás loco, Briones! (1981), Adulterio nacional (1982), Cristóbal Colón, de oficio... descubridor (1982), Juana la Loca... de vez en cuando (1983), La corte de Faraón (1985) y Mala yerba (1991).
Su hermano es Francisco Camoiras, popular actor del cine español, habiendo debutado en 1947 como payaso musical junto a Quique.
El actor, que actuó por última vez en 2007, padecía desde hace tiempo "un cuadro complicado respiratorio", al que se sumaba la diabetes.
Quique recibió la Medalla de Oro de la Asociación de Amigos de los Teatros de España (AMITE).
Falleció en Boadilla del Monte (Madrid) la madrugada del 2 de marzo de 2012 a causa de un derrame cerebral.